# Haiming (Bawaria)
Haiming – miejscowość i gmina w Niemczech, w kraju związkowym Bawaria, w rejencji Górna Bawaria, w regionie Südostoberbayern, w powiecie Altötting. Leży około 15 km na wschód od Altötting, nad ujściem Salzach do Innu.

## Polityka
Wójtem gminy jest Alois Straubinger z CSU/AWG, rada gminy składa się z 14 osób.
|      | CSU/AWG | SPD/Niezależni | FW | Niedergerner Liste | Razem |
| 2008 | 8       | -              | -  | 6                  | 14    |
| 2002 | 9       | 1              | 4  | -                  | 14    |